# Бандунгская конференция
Бандунгская конференция — конференция 29 стран Азии и Африки, прошедшая в Бандунге (Индонезия) 18—24 апреля 1955 года.
Инициаторами Конференции стран Азии и Африки выступили Индия, Индонезия, Бирма, Пакистан и Цейлон. Помимо инициаторов, в Бандунгской конференции участвовали: Афганистан, Камбоджа, КНР, Египет, Эфиопия, Иран, Ирак, Япония, Иордания, Лаос, Ливан, Либерия, Ливия, Непал, Филиппины, Саудовская Аравия, Судан, Сирия, Таиланд, Турция, Демократическая Республика Вьетнам, Южный Вьетнам, Йемен. Генеральным секретарём конференции был назначен Руслан Абдулгани.
Итоговый документ, который дополнил пять принципов мирного сосуществования («панча шила»), включал 10 принципов мирного сосуществования и международных отношений:
1. Уважение прав человека, принципов и целей Устава ООН.
2. Уважение территориальной целостности,
3. Признание равенства всех рас и наций.
4. Отказ от интервенции и вмешательства во внутренние дела.
5. Уважение права каждой страны на индивидуальную и коллективную оборону в соответствии с Уставом ООН,
6. Отказ от использования соглашений о коллективной обороне в частных интересах какой-либо из великих держав и от оказания нажима на другие страны,
7. Отказ от агрессии против территориальной целостности или политической независимости.
8. Урегулирование международных споров мирным путём.
9. Содействие взаимным интересам и сотрудничеству.
10. Уважение справедливости и международных обязательств.

В результате был создан единый фронт народов Азии и Африки. Согласованной платформой конференции стал антиимпериализм и антиколониализм.

## Заключительное коммюнике
А. ЭКОНОМИЧЕСКОЕ СОТРУДНИЧЕСТВО
1. Конференция стран Азии и Африки понимает настоятельную необходимость содействия экономическому развитию района Азии и Африки. Участники Конференции выразили общее стремление к экономическому сотрудничеству на основе взаимного интереса и уважения национального суверенитета (…)
5. Конференция стран Азии и Африки рекомендует, чтобы страны-участницы предприняли коллективные действия для стабилизации международных цен и спроса на сырье с помощью двусторонних и многосторонних соглашений и что в той мере, в какой это окажется осуществимым и желательным, они будут одинаково подходить к этому вопросу в постоянной консультативной комиссии ООН по торговле и в других международных органах.
В. КУЛЬТУРНОЕ СОТРУДНИЧЕСТВО
1. Конференция стран Азии и Африки убеждена в том, что одним из самых сильных средств содействия взаимопониманию между странами является развитие культурного сотрудничества. Азия и Африка являются колыбелью великих религий и цивилизаций, обогативших другие культуры и цивилизации в процессе своего собственного обогащения.
Следовательно, культуры Азии и Африки базируются на духовных и общих основах. К сожалению, в течение прошедших столетий культурные связи между странами Азии и Африки были прерваны.
Народы Азии и Африки сейчас воодушевлены сильным и искренним желанием возобновить свои старые культурные связи и установить новые с учетом условий в современном мире…
2. Конференция стран Азии и Африки принимает во внимание тот факт, что существование колониализма во многих частях Азии и Африки, какую бы форму это ни носило, не только препятствует культурному сотрудничеству, но также подавляет национальные культуры народов…
Конференция осуждает такое отрицание основных прав в области образования и культуры в некоторых частях Азии и Африки, осуществляемое в этой и других формах подавления культуры; в особенности конференция осуждает расизм как средство подавления культуры.
С. ПРАВА ЧЕЛОВЕКА И САМООПРЕДЕЛЕНИЕ
1. Конференция стран Азии и Африки заявляет о своей полной поддержке основных принципов прав человека, изложенных в Уставе Организации Объединенных Наций, принимает к сведению всеобщую Декларацию прав человека как общий образец для всех народов и всех наций.
Конференция заявляет о своей полной поддержке принципа самоопределения народов и наций, изложенного в Уставе Организации Объединенных Наций, и принимает к сведению резолюцию Организации Объединенных Наций о правах народов и наций на самоопределение, которая является предпосылкой для полного удовлетворения всех основных прав человека.
2. Конференция стран Азии и Африки осуждает политику и практику расовой сегрегации и дискриминации, которые являются основой отношения правительств и отношений между людьми в больших районах Африки и в других частях света. Такое поведение является не только грубым нарушением прав человека, но также и отрицанием основных ценностей цивилизации и человеческого достоинства.
Конференция выражает свою горячую симпатию и поддержку мужественной позиции, занятой жертвами расовой дискриминации, в особенности лицами африканского, индийского и пакистанского происхождения в Южной Африке; выражает своё восхищение теми, кто поддерживает их дело; вновь подтверждает решимость народов стран Азии и Африки уничтожить всякие следы расизма, которые могут ещё иметь место в их собственных странах; и обязуется употребить все своё моральное влияние для того, чтобы предостеречь от опасности впасть в их борьбе за искоренение расизма в то же самое зло.
D. ПРОБЛЕМЫ ЗАВИСИМЫХ НАРОДОВ
1. Конференция стран Азии и Африки обсудила проблемы зависимых народов, колониализма и зла, проистекающего из того, что народы подвергаются иностранному господству и эксплуатации. Конференция согласилась:
a) заявить, что колониализм во всех его проявлениях представляет собой зло, которое надлежит быстро пресечь;
b) подтвердить, что подчинение народов иностранному закабалению, господству и эксплуатации представляет собой отрицание основных прав человека, что противоречит Уставу Организации Объединенных Наций и мешает содействию международному миру и сотрудничеству;
c) заявить о своей поддержке дела свободы и независимости всех таких народов;
(1) призвать заинтересованные страны предоставить свободу и независимость таким народам.
2. Ввиду неурегулированного положения в Северной Африке и упорного отказа народам Северной Африки в их праве на самоопределение Конференция стран Азии и Африки заявляет о своей поддержке прав народов Алжира, Марокко и Туниса на самоопределение и независимость и призывает французское правительство безотлагательно достигнуть мирного урегулирования этого вопроса.
Е. ДРУГИЕ ПРОБЛЕМЫ
1. Ввиду существующей напряженности на Среднем Востоке, вызванной положением в Палестине, и ввиду опасности, которую таит в себе эта напряженность для мира во всем мире, Конференция стран Азии и Африки заявляет о своей поддержке прав арабов в Палестине и призывает к проведению в жизнь резолюции Организации Объединенных Наций по вопросу о Палестине, а также к достижению мирного урегулирования палестинского вопроса.
2. Конференция стран Азии и Африки в соответствии с выраженным ею отношением к упразднению колониализма поддерживает позицию Индонезии в вопросе о Западном Ириане, основанную на соответствующих соглашениях между Индонезией и Голландией…
3. Конференция стран Азии и Африки поддерживает позицию Йемена в вопросе об Адене и южных частях Йемена, известных под названием протекторатов, а также призывает заинтересованные стороны прийти к мирному урегулированию спора.
F. СОДЕЙСТВИЕ ВСЕОБЩЕМУ МИРУ И СОТРУДНИЧЕСТВУ
1. Конференция стран Азии и Африки, отмечая тот факт, что несколько государств все ещё не приняты в Организацию Объединенных Наций, считает, что для действенного сотрудничества в обеспечении мира во всем мире членство в Организации Объединенных Наций должно быть всеобщим, и призывает Совет Безопасности поддержать допуск всех тех государств, которые отвечают требованиям Устава в отношении членства. По мнению Конференции стран Азии и Африки, таким условиям отвечают следующие страны, представленные на конференции: Камбоджа, Цейлон, Япония, Иордания, Лаос, Ливия, Непал и Объединенный Вьетнам.
Конференция считает, что представительство стран Азии и Африки в Совете Безопасности с точки зрения принципа справедливого географического распределения недостаточно. Конференция выражает мнение, что в отношении распределения непостоянных мест странам Азии и Африки, которым в соответствии с договоренностью, достигнутой в Лондоне в 1946 году, отказано в избрании, должна быть дана возможность входить в Совет Безопасности, чтобы они могли внести более действенный вклад в поддержание международного мира и безопасности.
2. Конференция стран Азии и Африки, рассмотрев существующее опасное международное положение и угрожающий всему человечеству риск мировой войны, в которой была бы использована разрушительная сила всех видов вооружения, включая ядерное и термоядерное оружие, обращает внимание всех стран на ужасные последствия, которые вызвала бы такая война, если бы она разразилась. Конференция считает, что разоружение и запрещение производства, экспериментов и применения ядерного и термоядерного оружия совершенно необходимы, чтобы спасти человечество и цивилизацию от страха и перспективы полного уничтожения…
До общего запрещения производства ядерного и термоядерного оружия Конференция призывает все заинтересованные державы достигнуть соглашения относительно временного прекращения экспериментов с таким оружием.
G. ДЕКЛАРАЦИЯ О СОДЕЙСТВИИ ВСЕОБЩЕМУ МИРУ И СОТРУДНИЧЕСТВУ
…Свободные от недоверия и страха и проникнутые доверием и доброй волей по отношению друг к другу, страны должны проявлять терпимость и жить в мире друг с другом, как хорошие соседи, и развивать дружественное сотрудничество на основе следующих принципов:
1. Уважение основных прав человека, а также целей и принципов Устава Организации Объединенных Наций.
2. Уважение суверенитета и территориальной целостности всех стран.
3. Признание равенства всех рас и равенства всех наций, больших и малых.
4. Воздержание от интервенции и вмешательства во внутренние дела другой страны.
5. Уважение права каждой страны на индивидуальную или коллективную оборону в соответствии с Уставом Организации Объединенных Наций.
6. (А). Воздержание от использования соглашений о коллективной обороне в частных интересах какой-либо из великих держав.
(В). Воздержание любой страны от оказания нажима на другие страны.
7. Воздержание от актов или угроз агрессии или применения силы против территориальной целостности или политической независимости любой страны.
8. Урегулирование всех международных споров мирными средствами — такими, как переговоры, примирение, арбитраж или юридическое урегулирование, так же как другими мирными средствами по выбору Сторон, в соответствии с Уставом Организации Объединенных Наций.
9. Содействие взаимным интересам и сотрудничеству.
10. Уважение справедливости и международных обязательств.
Конференция стран Азии и Африки рекомендует, чтобы 5 стран-инициаторов рассмотрели вопрос о созыве следующей конференции, проконсультировавшись по этому поводу с другими странами-участницами.